# 32298 Kunalshroff
32298 Kunalshroff este o planetă minoră (asteroid), cu un diametru de 4,295 km, din centura de asteroizi. A fost descoperită pe 24 august 2000 la Experimental Test Site⁠(d) de Lincoln Near-Earth Asteroid Research. 
Obiectul prezintă o orbită caracterizată de o semiaxă mare de 2,9333365 UAi, o excentricitate de 0,1, o înclinație de 1,17619 ° în raport cu ecliptica.